# Lindor 2016
Pour les articles homonymes, voir Lindore.
La 10e cérémonie des Lindor s'est déroulée le 1er octobre 2016 au zénith de Zéphyr à Cayenne en Guyane et a été diffusée en direct sur la chaîne Guyane 1re.
Elle récompenses les artistes les plus populaires de l'année 2016 en Guyane.